# Jens Kugele
Jens Kugele (* 1979) ist ein deutscher Religions- und Kulturwissenschaftler.

## Leben
Jens Kugele studierte Religionswissenschaft, Literaturwissenschaft, Politikwissenschaft und Jüdische Geschichte an der Ludwig-Maximilians-Universität in München sowie an der Georgetown University in Washington D.C. Nach abgeschlossenem PhD an der Georgetown University und Assistenz an der LMU in München ist er derzeit Leiter der Forschungskoordination und Mitglied des Executive Board am exzellenzgeförderten International Graduate Center for the Study of Culture in Gießen.
Seine Forschungsschwerpunkte liegen im Schnittpunkt der europäischen Literatur-, Kultur- und Religionsgeschichte, im Feld der Raum- und Erinnerungstheorie, der deutsch-jüdischen Geschichte und der Migration.

## Veröffentlichungen
- mit Doris Bachmann-Medick (Hrsg.): Migration: Changing Concepts, Critical Approaches. De Gruyter, Berlin/Boston 2018.

- mit Friederike Eigler (Hrsg.): Heimat. De Gruyter, Berlin/Boston 2012.